# Abraham Menist
Abraham Menist (Amsterdam, 3 november 1896 - Amersfoort, 13 april 1942) was een Nederlandse vakbondsman, communist, marxist, revolutionair-socialist en verzetsstrijder tijdens de Tweede Wereldoorlog.
Van 1931 tot 1940 was Menist voor de Revolutionair Socialistische Partij (RSP), later vanaf 1935 de Revolutionair Socialistische Arbeiderspartij (RSAP), lid van de gemeenteraad van Rotterdam en van de Provinciale Staten van Zuid-Holland. Tijdens de Duitse bezetting was hij een van de leidende figuren in het Marx-Lenin-Luxemburg-Front, de illegale voortzetting van de RSAP. Hij werkte onder meer mee aan de illegale uitgaven van het MLL-Front (ook wel Derde Front genoemd), zoals het verzetsblad Spartacus.

## Levensloop
Abraham Menist (roepnaam Ab) volgde de ambachtsschool en werd meubelmaker. In de Eerste Wereldoorlog - hij was toen lid van de Jongelieden Geheelonthoudersbond (JGOB) - weigerde hij militaire dienst en werd daarvoor veroordeeld tot tien maanden gevangenisstraf in het fort bij Spijkerboor. In de meubelmakerij was weinig werk. Na een korte periode in het diamantvak werkte hij een jaar bij het blad De Nieuwe Amsterdammer van Henri Wiessing. Daarna ging Menist het metselaarsvak in en werd lid van de Federatie van Bouwvakarbeiders van de overkoepelende revolutionaire vakcentrale, het Nationaal Arbeids-Secretariaat (NAS). In 1920 werd hij onder invloed van de Russische revolutie lid van de Communistische Partij. Hij huwde een niet-Joodse vrouw, Jo Raapis. Dit leidde tot een breuk met zijn orthodox-joodse vader.

### Federatie van Bouwvakarbeiders, RSP/RSAP en Algemene Werklozenbond
In 1924 kreeg Menist in Rotterdam een aanstelling als vrijgesteld bestuurder van de Federatie van Bouwvakarbeiders. Het NAS verzette zich tegen de dictatuur van de Sovjet-Unie en maakte zich in 1924 los van de Rode Vakbewegings Internationale. Samen met onder anderen de invloedrijke revolutionair-socialist en NAS-voorzitter Henk Sneevliet, verliet hij de Communistische Partij, en werd hij een van de oprichters van de Revolutionair-Socialistische Partij (RSP). De partij ging in 1935 samen met de Onafhankelijke Socialistische Partij tot de Revolutionair-Socialistische Arbeiderspartij (RSAP). In de moeilijke crisisjaren tot aan de inval in 1940 zette Menist zich vol energie in voor de mede door hem opgerichte Algemene Werklozenbond (AWB), die in Rotterdam zeer succesvol was en in het land navolging kreeg. Als lid van de Rotterdamse gemeenteraad en van de Provinciale Staten van Zuid-Holland was hij een belangrijke schakel tussen actievoerders en achterban. De problematiek die bij de AWB aan de orde kwam, was uiteenlopend van aard: regionaal, nationaal en internationaal. De nadruk lag vooral op werklozenproblemen, belangenbehartiging en bestrijding van de oorlog die door velen verwacht werd. In februari 1940 werd Menist veroordeeld tot twee weken gevangenisstraf wegens belediging van het bevriende staatshoofd Hitler.

### Bezetting en dood
Meteen na de bezetting werkte Menist onder anderen met Henk Sneevliet samen in de Centrale Leiding van het Marx-Lenin-Luxemburg-Front (MLL-Front). Hij kreeg de leiding van de distributie van het illegale blad 'Spartacus'. In maart 1942 werd hij bij toeval in Amsterdam gearresteerd. De Duitsers troffen hem bij Tom Rot van de verzetsorganisatie De Vonk. Menist kwam er zijn geleende fiets ophalen.
Tijdens zijn gevangenschap en verhoren stond Ab Menist, ook als jood, aan grote vernedering en mishandeling bloot. Hij werd met zeven kameraden, waaronder Henk Sneevliet, na een proces wegens sabotage ter dood veroordeeld. Een van de veroordeelden pleegde in de gevangenis zelfmoord. Samen met de anderen wachtte hij één nacht in kamp Amersfoort zijn gratieverzoek af. Zoals verwacht werd dat afgewezen. Direct daarna, in de ochtend van 13 april 1942, volgde executie op de Leusderheide door de Waffen-SS, niet ver van de huidige ingang van nationaal monument Kamp Amersfoort.
In Rotterdam (deelgemeente Hoogvliet) is een straat naar hem vernoemd: Ab Meniststraat.